# 夏の影 (曲)
「夏の影」（なつのかげ）は、日本のロックバンド・Mrs. GREEN APPLEの曲。2025年8月11日にユニバーサルミュージック内のレーベル・EMI Recordsより配信限定シングルとしてリリースされた。キリンビバレッジ「午後の紅茶」のCM「"夏の影"篇」のCMソングとして書き下ろされた楽曲。
前作「Carrying Happiness」より約1ヶ月ぶりのリリース。2024年に引き続き、2025年4月の「クスシキ」より行われていた5ヶ月連続新曲リリースの最後の楽曲となった。

## リリース
「青と夏」以来7年ぶりにタイトルに「夏」という言葉が冠された楽曲である。
午後の紅茶「"夏の影"篇」のCMは2025年7月7日より放送がスタートした。YouTube上で公開されている同CMは1000万回を超える再生回数を記録している。
8月4日に本楽曲の配信リリースが発表された。翌日には、若井滉斗（Gt）が撮り下ろした写真が使用されているアートワークが公開された。8月6日から10日にかけては、ミュージック・ビデオにまつわる写真や映像の一部が公開された。リリース日でもある8月11日には、ミュージック・ビデオが公開された。同映像は福井県で撮影されており、古めかしい日本家屋でミセスのメンバー3人が楽しむ風景のほか、郷愁を抱かせる田舎の景色に彩られた映像となっている。